# Durango, Durango (canción)
Durango, Durango, más conocido como El corrido de Durango es una canción mexicana, del autor Miguel Ángel Gallardo, que nombra los lugares distintivos de la capital del estado Victoria de Durango, en él se relatan los recuerdos de un duranguense que piensa en los momentos alegres que vivió en la capital ahora al encontrarse lejos de ella. 
El estado de Durango, cuenta con un himno oficial y constitucional, este es El himno del Estado de Durango, creado en el año de 2013 por Eliut Sebastián Navarro Hernández (letra) y Jesús Mena saucedo (música) para reafirmar entidad y símbolos patrios en el Estado, sin embargo el Corrido "Durango, Durango" de Miguel A. Gallardo es considerado como un himno (no oficial) por los duranguenses, e incluso este llega a cantarse en ceremonias deportivas y oficiales y es enseñado en las escuelas primarias a los niños de Durango.
Otra canción aunque menos reconocida que podría figurar como himno al estado es el "Vals recuerdo". Existe otra melodía, popular y tradicional, que sin embargo solo puede decirse de la capital es "La Monja se esconde", que narra cómo sigue viva la "Leyenda de la Monja" en la Catedral de Durango.

## Origen
Fue compuesto en 1943 por Miguel Ángel Gallardo (1901 - 1977), nacido en la ciudad de Guadalupe Victoria, Durango, pero que amaba la capital del estado. Entre leyenda y realidad se dice que este personaje incluso luchó al lado de Francisco Villa en tiempos de la Revolución Mexicana, lo cierto es que un fragmento del corrido está dedicado a los "Dorados de Villa", los soldados del ejército al mando del caudillo nacido en La Coyotada, Durango, municipio de San Juan del Río.
En la actualidad existe un monumento dedicado al creador del corrido, está ubicado al comienzo del paseo de las Alamedas frente a la Plazuela Baca Ortiz en la capital del estado, realizado por el escultor Guillermo Salazar González. El monumento consiste en una estatua de bronce sobre una base en el que están inscritas sobre cantera las partituras y el primera estrofa del corrido de Durango.
Dedicada la partitura original al Gral. Elpidio G. Velázquez en el año 1943, siendo el Gobernador del Estado de Durango en el cuatrienio de 1940 a 1944.

## Letra e interpretaciones
Yo soy de la tierra de los alacranes
yo soy de Durango palabra de honor
 en donde sus hombres son hombres formales
y son sus mujeres puro corazón.

Nací en Tierra Blanca cerquita de Analco
y aprendí de niño "Recuerdo" a cantar
 Cerro los Remedios, Cerro del Calvario
ya nunca en la vida los podré olvidar.

Durango, Durango; mi tierra querida
callada y tranquila ciudad colonial
yo por defenderte daría hasta mi vida
y por donde vaya te he de recordar.

Durango querido tus torres hermosas
Tu lindo pueblito y tu río del Tunal
como me recuerdas los felices días
en que siendo niño los fui a contemplar

Tu parque Guadiana tiene mil recuerdos
recuerdos queridos que conservaré
Colonia Vizcaya y Cerro del Mercado
solo estando muerto los olvidaré

Aquí en esta tierra sagrada y bendita
nació Pancho Villa caudillo inmortal
y entre sus Dorados cantando "Adelita"
por todas las calles lo vieron pasar.

Paseo las Moreras y las Alamedas
donde con mi prieta voy a platicar
no puedo olvidarlas, como nunca olvido
la Guadalupana de tu Tepeyac.

Durango, Durango mi tierra querida
callada y tranquila ciudad Colonial
yo por defenderte daría hasta mi vida
y por donde vaya te he de recordar.

Esta canción tiene a uno de sus mejor intérpretes en Francisco "El Charro" Avitia, aunque también es interpretado por los Hermanos Zaizar, Los Madrugadores del Valle y la Banda El Recodo.
En un evento de importancia, dentro del marco de la feria nacional del estado, el compositor y pianista Raúl di Blasio interpretó al finalizar su concierto "Durango, Durango", acompañado por la Orquesta Sinfónica Esperanza Azteca Durango. Este hecho en conjunto con su interpretación durante los festejos de aniversario estatal y en varias ocasiones durante la noche del "Grito de Dolores" han dado por sentado la importancia del corrido en la identidad duranguense y su potencial evocador.